# جیکوب شیف
جاکوب هنری شیف (انگلیسی: Jacob Schiff; ۱۰ ژانویهٔ ۱۸۴۷ – ۲۵ سپتامبر ۱۹۲۰) یک بانک‌دار، و سرمایه‌دار اهل ایالات متحده آمریکا بود. او به نیروهای ژاپن در جنگ ژاپن و روسیه کمک مالی نمود.
او در فرانکفورت آلمان متولد شد و بعد از جنگ داخلی آمریکا به ایالات متحده مهاجرت کرد و به شرکت کوهن، لوئب و شرکاء پیوست. از این پست در وال استریت او مهمترین بانکدار یهودی در بین سالهای ۱۸۸۰ تا ۱۹۲۰ بود. این دوره بعدها توسط تاریخدانان دوران شیف شناخته می‌شود. او به تمامی مسائل یهودیان اهمیت می‌داد و نگران وضعیت یهودیان در امپراطوری روسیه تحت نظر تزار بود. او همچنین فعال در امر مبارزه با یهودستیزی، کمک به یهودیان مهاجر و کمک به جنبش صهیونیسم بود. او بعدها رئیس بسیاری شرکتهای مهم نظیر بانک ملی نیویورک، انجمن بیمه زندگی، ولز فارگو و کمپانی و راه‌آهن یونیون پاسیفیک شد. او در بسیاری از این فعالیتهای تجاری با ا.اچ. هریمان شریک بود.

## ابتدای زندگی
شیف در سال ۱۸۴۷ در فرانکفورت آلمان از موشه و کلارا شیف متولد شد. پدر و مادر وی از نسل خانواده‌های حاخامهای معروف اشکنازی فرانکفورت بودند و قادر بودند نسل خود را تا سال ۱۳۷۰ میلادی دنبال کنند. پدر او، موشه شیف، شریک خانواده روتشیلد بود. شیف در فرانکفورت تحصیل کرد و در ابتدا در سال ۱۸۶۱ میلادی در شغل بانکداری استخدام شد. بعد از اینکه جنگ داخلی ایالات متحده در سال ۱۸۶۵ میلادی به اتمام رسید به این کشور مهاجرت کرد و در ۶ اوت به شهر نیویورک رفت. او به سرعت اجازه بانکداری دریافت کرد و در شرکت باج، شیف و شرکاء استخدام شد و در سال ۱۸۷۰ میلادی شهروند ایالات متحده شد. بعد از منحل شدن این شرکت به آلمان بازگشت و در سال ۱۸۷۳ رئیس شعبه هامبورگ بانک لندن و هانسیاتک شد؛ ولیکن بعد در همان سال به دلیل مرگ پدرش به فرانکفورت بازگشت. در سال ۱۸۷۴ آبراهام کوهن از شرکت کوهن، لوئب و شرکاء او را دعوت به بازگشت به نیویورک کرد تا در شرکت آنان کار کند.

## در کوهن، لوئب و شرکاء
شیف به شرکت کوهن، لوئب و شرکاء ملحق شد و به همراه خود ارتباطات زیاد بانکی برد. در سال ۱۸۷۵ او با ترز لوئب، دختر سولومون لوئب بانکدار یهودی ازدواج کرد. این زوج دارای یک فرزند پسر به نام مورتیمر شیف و یک دختر به نام فریدا شدند. در سال ۱۸۸۵ او رئیس شرکت کوهن، لوئب و شرکاء شد. او نقش زیادی در تأمین منابع مالی برای راه‌آهن در پنسیلوانیا و لوئی ویل، شرکت وستینگهاوس الکتریک و شرکت تلگراف وسترن یونیون داشت. شیف در شرکتهای بسیار زیادی نظیر بیمه عمر اکوییتابل، بانک ملی نیویورک، کمپانی سنترال تراست، شرکت تلگراف وسترن یونیون، راه‌آهن یونیون پاسیفیک، شرکت گارانتی باند و مورتگیج و شرکت ولز فارگو حضور داشت. او بعدها در سال ۱۹۱۴ به سمت رئیس ولزفارگو انتخاب شد تا جایگزین داماد خود پل واربرگ شود که به سمت رئیس بانک فدرال رزرو انتخاب شده بود.

## وامهای ملی
شیف در جنگ ژاپن و روسیه در سال ۱۹۰۴ نقش مهمی داشت. او که به دلیل یهودی بودن از تزار روسیه و یهودستیزی وی متنفر بود تصمیم گرفت مبلغ ۲۰۰ میلیون دلار از طریق کوهن، لوئب و شرکاء به دولت ژاپن وام دهد. این مبلغ تقریباً نیمی از هزینه کلی ژاپن در جنگ با روسیه بود. تا این زمان هیچ نیروی اروپایی توسط یک نیروی غیراروپایی در جنگ شکست نخورده بود و بسیاری اعتقاد داشتند که ژاپن حتماً در این جنگ شکست خواهد خورد؛ ولیکن شیف که به دلیل رفتارهای یهودستیزانه تزار روسیه قصد داشت از طرف یهودیان از او انتقام بگیرد به این مسئله اهمیتی نداد. این وام در تمامی دنیا خبر زیادی بر پا کرد و باعث پیروزی ژاپن در جنگ با روسیه تزاری شد. این مسئله همچنین باعث گسترش تئوریهای توطئه یهودی مانند پروتکل بزرگان صهیون در بین ژاپنیها شد. در سال ۱۹۰۵ دولت ژاپن از شیف رسماً تقدیر کرد. شیف اولین خارجی بود که توسط دولت ژاپن و شخص امپراتور آن نشان خورشید طلوع کن را دریافت کرد.
علاوه بر ژاپن وامهای شیف به بسیاری کشورها اعطاء شد. در جنگ جهانی اول جاکوب شیف نقش بسیار مهمی داشت. شیف کاملاً مصمم بود که دولت روسیه تزاری را سرنگون کند که با یهودیان بد بود و به تمامی کشورهای دشمن روسیه کمک مالی می‌کرد.
بعد از انقلاب فوریه و به کار آمدن دولت موقت روسیه به ریاست الکساندر کرنسکی که یهودیان را به‌عنوان شهروندان برابر شناخت، شیف حمایت خود را از دولت جدید اعلام کرد و هم از ثروت شخصی خودش و همچنین با کمک کوهن و لوئب وام های مالی بسیاری را به دولت موقت داد.
بعد از پیروزی انقلاب اکتبر و به قدرت رسیدن بلشویک‌ها، شیف کمک های مالی خود را قطع و از دولت شوروی درخواست باز پس گرفتن وام ها را داد. او با نیرو های ضد-بلشویک نیز همکاری کرد اما بعد وام‌ های خود به روسیه را به کلی قطع کرد. 

## کارهای خیریه یهودی
شیف به شدت به بقیه یهودیان پایبند بود و منابع مالی زیادی برای کمک به آنها اعطاء کرد. او کالج عبری، سمینار مذهبی یهودی، قسمت یهودی کتابخانه عمومی نیویورک و سازمان کمیته آمریکایی یهودی (AJC) را ایجاد کرد. کمیته آمریکایی یهودی بعدها در ایران برای مبارزه یا یهودستیزی و کمک به یهودیان ایران فعالیتهای زیادی نمود.
شیف از منابع مالی خود برای کمک به یهودیان به شدت استفاده می‌کرد و مهمترین فرد در بین یهودیان آمریکا در دفاع از یهود بود. او به بسیاری دانشگاه‌ها، کتابخانه‌ها، موزه‌ها و کالجهای مختلف برای تأسیس بخشهای یهودی کمک مالی نمود.

## سالهای پایانی
شیف که پیرو یهودیت رفرم بود به بسیاری فعالیتهای جنبش صهیونیسم کمک کرد. با اینکه او بشخصه با عقاید تئودور هرتزل کاملاً موافق نبود منابع مالی زیادی برای تأسیس سازمانهای یهودی در فلسطین اعطاء نمود. او انستیتو فنی حیفا را بنیانگذاری کرد. با وخامت یافتن وضعیت یهودیان در اروپا و روسیه شیف در کمک به جنبش صهیونیسم مصمم تر شد.
شیف در سرنگونی امپراطوری تزار روسیه نقش مهمی داشت و از تمامی دشمنان تزار پشتیبانی مالی می‌نمود. او همچنین از قدرت مالی خود برای جلوگیری از حضور روسیه در بازارهای آمریکا و تحریم این کشور استفاده نمود.
شیف در سال ۱۹۲۰ در نیویورک از دنیا رفت. در زمان مرگ او به دلار آن زمان دارای ۵۰ میلیون دلار ثروت بود. در وصیت وی مبالغ زیادی کمک به سازمانهای مختلف وجود داشت که بزرگترین آن کمک به فعالیتهای یهودی در نیویورک بود. پسر وی، مورتیمر شیف جایگزین او در کوهن، لوئب و شرکاء شد.